# François De Vadder
François César Charles De Vadder (Brussel, 28 maart 1813 - 13 mei 1884) was een Belgisch senator.

## Levensloop
De Vadder was een zoon van brouwer Sébastien De Vadder en van Marie Vanderpooten. Hij trouwde met Pauline Du Pré. Hij stond aan het hoofd van de brouwerij en jeneverstokerij F. De Vadder & Cie in Brussel.
Van 1845 tot 1869 was hij gemeenteraadslid van Brussel en van 1862 tot 1869 schepen.
In 1870 werd hij verkozen tot liberaal senator voor het arrondissement Brussel en behield dit mandaat tot in 1884.
Hij was lid van de vrijmetselaarsloge Les Amis Philanthropes in Brussel en van de beheerraad van de ULB. Hij was lid van de Brusselse Kamer van Koophandel en rechter bij de rechtbank van koophandel.